# Fuenterroble de Salvatierra
Fuenterroble de Salvatierra es un municipio y localidad española de la provincia de Salamanca, en la comunidad autónoma de Castilla y León. Se integra dentro de la comarca de Guijuelo y la subcomarca de Salvatierra. Pertenece al partido judicial de Béjar.
Su término municipal está formado por un solo núcleo de población, ocupa una superficie total de 27,25 km² y según los datos demográficos recogidos en el padrón municipal elaborado por el INE en el año 2017, cuenta con una población de 242 habitantes.
Está situado a 54 km de distancia de Salamanca, la capital provincial. Se trata de un pueblo de tradición peregrina pues por él pasa la Vía de la Plata y acoge un museo en honor a esta vía, antes de arrieros y ahora de peregrinos así como un albergue de peregrinos dirigido por Don Blas Rodríguez, el cura de la parroquia, que constituye el epicentro del Camino de Santiago del sur.
Su arquitectura se caracteriza por la pizarra, utilizada en la construcción tradicional de sus edificaciones. Entre sus monumentos, destaca la iglesia gótica de Santa María la Blanca, del siglo XV, con un retablo atribuido al escultor Churriguera así como una pequeña ermita, bajo la advocación del Santo Cristo del Socorro. También cuenta con el pequeño Parque Temático de la Vía de la Plata, muy cerca del albergue parroquial. Los restos de calzada romana se conservan en buen estado, así como los dos miliarios que se pueden encontrar a las afueras del pueblo

## Geografía
Fuenterroble, municipio de la Provincia de Salamanca, se encuentra a 40.º Latitud Norte, 5.º Longitud Oeste y 951 metros sobre el nivel del mar que aumenta su extensión al sur para estrecharse al norte, se encuentra abierto al norte sin obstáculos geográficos, está rodeado totalmente por campos de labor, y una típica dehesa salmantina al este junto a la que se extiende, hacia el norte, una pequeña franja de monte bajo en cuyo arranque se ubica la iglesia. Tiene dos arroyos que flanquean el pueblo por el este y el oeste, de los Accidentes y Coqueros respectivamente.

## Historia

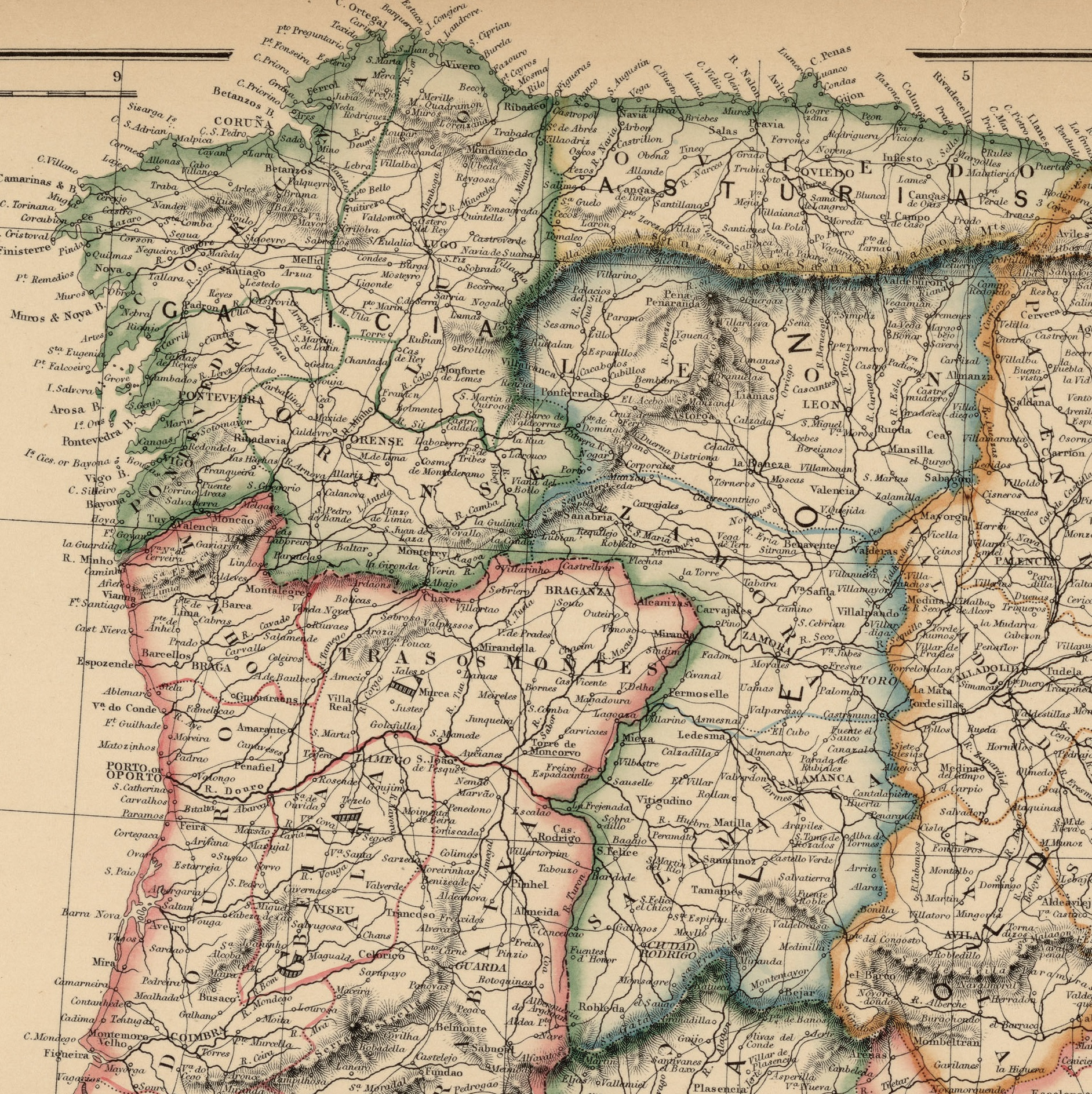
Detalle del noroeste de la península ibérica en un mapa de 1869 en el que se puede apreciar Fuenterroble.

Los orígenes de Fuenterroble se remontan a la repoblación llevada a cabo por el rey de León Alfonso IX a principios del siglo XIII, cuando quedó incluido en el Alfoz de Salvatierra, dentro del Reino de León. Por otro lado, Fuenterroble tuvo como anejo a Casafranca, localidad que acabó desgajándose y formando su propio municipio. En el siglo XVIII su denominación era "Fuente el Roble", época en que formaba parte del Quarto de Arriba de la Tierra de Salvatierra. Con la creación de las actuales provincias en 1833, Fuenterroble de Salvatierra quedó integrado en la provincia de Salamanca, dentro de la Región Leonesa.

## Demografía
Cuenta con una población de 252 habitantes (INE 2024).
| Gráfica de evolución demográfica de Fuenterroble de Salvatierra entre 1842 y 2021                                   |
| |
| Población de derecho según los censos de población del INE Población de hecho según los censos de población del INE |

Según el Instituto Nacional de Estadística, Fuenterroble de Salvatierra tenía, a 31 de diciembre de 2018, una población total de 248 habitantes, de los cuales 127 eran hombres y 121 mujeres. Respecto al año 2000, el censo refleja 270 habitantes, de los cuales 137 eran hombres y 133 mujeres. Por lo tanto, la pérdida de población en el municipio para el periodo 2000-2018 ha sido de 22 habitantes, un 8 % de descenso.
En los últimos años ha aumentado la población infantil, pero la estadística general se mantiene en descenso. Este aumento se debe a que algunas personas que trabajan en Guijuelo se han trasladado a vivir a Fuenterroble por el elevado coste de la vivienda en la capital comarcal.

### Economía
Su principal actividad es la agrícola y ganadera, aunque con el incremento industrial de la localidad de Guijuelo, el pueblo ha aumentado su población.
Agrícola: lo que más se siembra es trigo y cebada, aunque en tiempos pasados fue muy importante la siembra del fresón y del lino.
Ganadera: se basa en el ganado vacuno, antiguamente las parejas de vacas eran la principal fuerza de arrastre, tanto para la siembra, como para llevar los carros, así como también para la trilla del trigo cuando se hacía en las eras y todavía no se trillaba de manera mecánica. 
Antes, también había gran cantidad de ovejas, llegándose a tener más de 1000 cabezas, así como cabras, que alcanzaron la cifra de 2000 cabezas y de las que ya casi no quedan apenas rebaños. En tiempos hubo hasta piaras de cerdos. Cuál no sería la importancia del ganado, que el propio ayuntamiento y los ganaderos contrataban a vaqueros, cabreros, porqueros, etc.
Chacinería: Es también importante para el pueblo, conocida es la fama del jamón de Guijuelo, donde trabajan muchos fuenterrobleños dada su proximidad. Recientemente, se ha implantado en la localidad industrias relacionadas con el sector. La Junta de Castilla y León está creando un polígono industrial municipal, en el que se contempla la construcción por parte del Grupo Alimentario Naturibe de un matadero, de una sala de despiece, de secaderos, planta de loncheados, etc. siendo uno de los mayores mataderos de ibéricos de España con una invesion fila de 65 millos de euros, que estará en funcionamiento en el año 2009.
Turismo rural: En la actualidad hay una casa rural, dedicada en exclusiva al turismo rural.
Servicios: En la localidad existen pocos, pero se cuenta con el Mesón el Pesebre.

## Administración y política
| Partido político                         | 2019  | 2019  | 2019       | 2015  | 2015  | 2015       | 2011  | 2011  | 2011       | 2007  | 2007  | 2007       | 2003  | 2003  | 2003       |
| Partido político                         | %     | Votos | Concejales | %     | Votos | Concejales | %     | Votos | Concejales | %     | Votos | Concejales | %     | Votos | Concejales |
| Partido Socialista Obrero Español (PSOE) | 71,50 | 138   | 5          | 68,21 | 118   | 5          | 37,76 | 74    | 3          | 25,79 | 49    | 2          | 21,39 | 37    | 1          |
| Partido Popular (PP)                     | 24,87 | 48    | 0          | 29,48 | 51    | 2          | 55,10 | 108   | 4          | 73,16 | 139   | 5          | 77,46 | 134   | 6          |
| Coalición SI por Salamanca (SI)          | —     | —     | —          | —     | —     | —          | 6,63  | 13    | 0          | —     | —     | —          | —     | —     | —          |

## Comunicaciones
El municipio está bien comunicado por carretera, siendo posible acceder a él a través de la SA-212 que une Tamames con Guijuelo en el enlace con la N-630. Desde allí es posible además acceder a la autovía Ruta de la Plata que une Gijón con Sevilla y permite unas comunicaciones más rápidas con el municipio. Destaca además la carretera DSA-240 que surge del entronque con la anterior y permite comunicar con el vecino término de Los Santos en dirección suroeste.
En cuanto al transporte público se refiere, tras el cierre de la ruta ferroviaria de la Vía de la Plata, que pasaba por el municipio de Guijuelo y contaba con estación en el mismo, no existen servicios de tren en el municipio ni en los vecinos, ni tampoco línea regular con servicio de autobús, siendo la estación más cercana la de Guijuelo. Por otro lado el aeropuerto de Salamanca es el más cercano, estando a unos 57 km de distancia.